# Tiergarten (singolo)
Tiergarten è un singolo pubblicato in Germania nel 1985 dalla band tedesca di musica elettronica, i Tangerine Dream. Il titolo del brano prende ispirazione dall'omonimo parco berlinese.

## Tracce
1. Tiergarten (Berlin) - 3:26
2. Streethawk - 3:03

## Formazione
- Edgar Froese: sintetizzatori, tastiere.
- Christopher Franke: sintetizzatori, tastiere, drum machine.
- Johannes Schmoelling: sintetizzatori, tastiere.